# Ove Hove
Ove Hove (* 17. Mai 1914 in Skive, Region Midtjylland; † 21. Oktober 1993) war ein dänischer Architekt und Politiker der Socialdemokraterne, der unter anderem zwischen 1977 und 1978 Minister für Wohnungswesen in der Regierung Jørgensen II war.

## Leben
Ove Hove, Sohn des Sattlers Johannes P. Hove (1884–1959) und dessen Ehefrau Thora Østergaard (1889–1967), absolvierte nach dem Realeksamen zwischen 1930 und 1934 eine Berufsausbildung zum Maurer und wurde 1938 Bauplaner. Nach einer kurzen Anstellung in der Bauinspektion von Aalborg begann er 1939 ein Architekturstudium an der Architekturschule der Königlich Dänischen Kunstakademie und nahm nach dessen Abschluss 1941 eine Tätigkeit beim Stadtingenieur in Skive auf, ehe er dort 1946 ein unabhängiges Architekturbüro eröffnete. Daneben war er von 1955 bis 1957 Berater des Wohnungsbauministeriums bei der Gebäuderationalisierung. Dieser Aspekt des Bauens, zusammen mit Qualität und Bauökonomie, weckte zunehmend sein Interesse und führte dazu, dass er 1957 als Informationsmanager und ab 1961 als Geschäftsführer zum Bauzentrum (Byggecentrum) wechselte, eine kommerzielle Stiftung, die mit Unterstützung des Marshallplans 1956 vom damaligen Wohnungsbauministerium gegründet wurde. Durch seine Arbeit am Aufbau der großen, verbraucherorientierten Informationsorganisation wurde er vielfach als Berater bei öffentlichen Baumaßnahmen eingesetzt.
Am 26. Februar 1977 wurde Hove überraschenderweise zum Nachfolger von Svend Jakobsen als Minister für Wohnungswesen (Boligminister) in die Regierung Jørgensen II berufen und bekleidete dieses Amt bis zum 30. August 1978. Er war zwar seit seiner Jugend Mitglied der Sozialdemokratischen Partei (Socialdemokraterne), hatte sich ansonsten aber nicht politisch engagiert. Nach seinem Ausscheiden aus der Regierung wurde er wieder Geschäftsführer des Bauzentrums und blieb bis 1981 in dieser Funktion.
Ove Hove war seit dem 2. Oktober 1938 Mette Kirstine Hasselbalch verheiratet.